# پادشاهی کی‌خسرو
«پادشاهی کی‌خسرو» دوازدهمین داستانِ پادشاهان و سومین پادشاهی کیان در شاهنامهٔ فردوسی است که دورانِ شصت‌سالهٔ پادشاهیِ کی‌خسرو را داستان می‌کند.

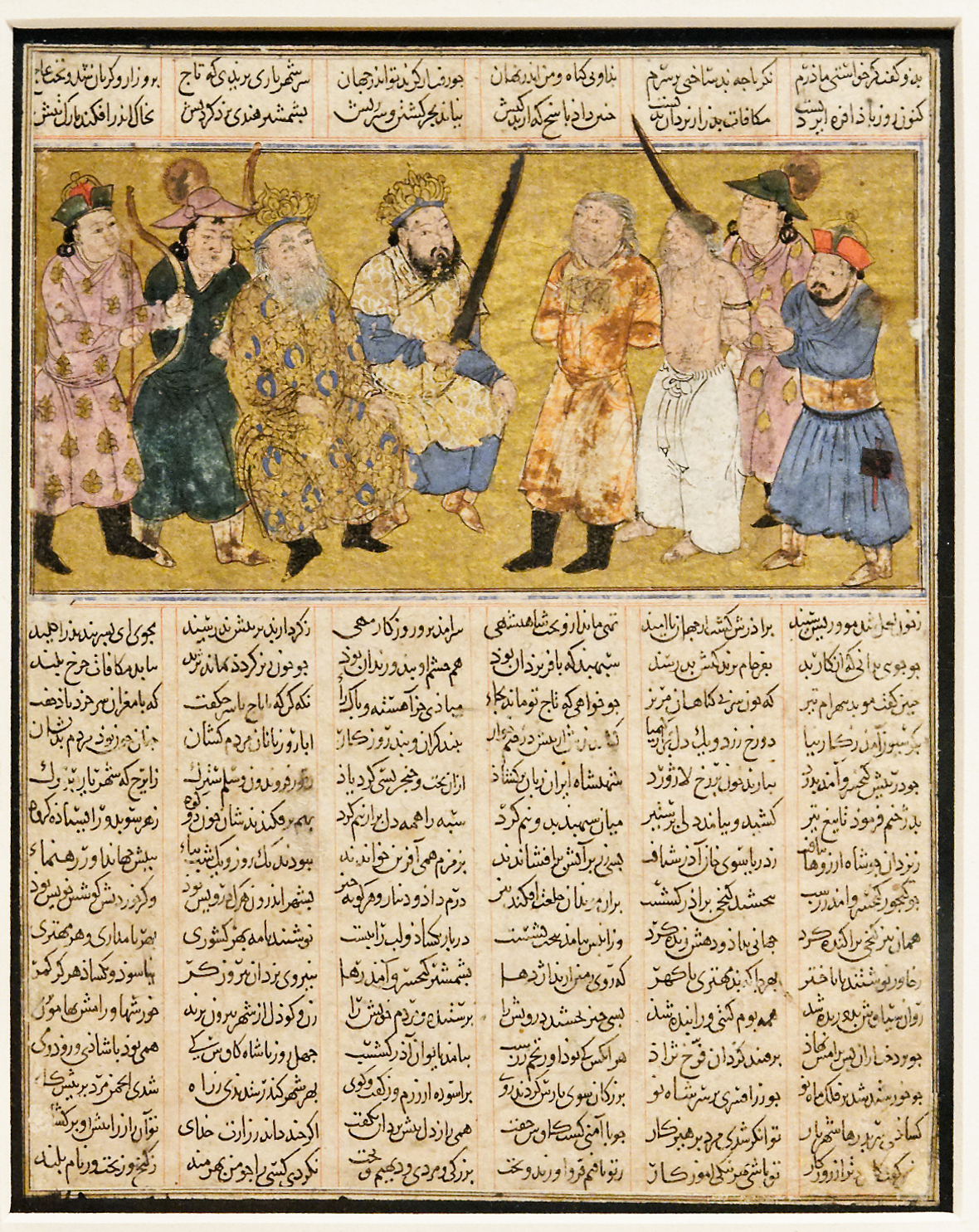
برگی از شاهنامه متعلق به سده ۱۴ میلادی (دوره ایلخانی) کیخسرو، افراسیاب را به کین پدرش سیاوش می‌کشد. محل نگهداری: موزه متروپولیتن نیویورک

در شاهنامه آمده گودرز پهلوان ایرانی، شبی در خواب دید که سیاوش فرزندی به اسم کیخسرو در کشور توران دارد. پس پسرش گیو را که او نیز از پهلوانان ایرانی بود به توران فرستاد. کیخسرو به ایران بازگشت و قرار بر شاه شدنش شد؛ ولی توس، خشمگین شد و اظهار نمود که پسر کاووس فریبرز لایق‌تر از کیخسرو است. قرار بر رقابتی شد بین دو پهلوان و بهانهٔ این رقابت این شد که هرکس دژ بهمن در اردبیل را که متعلق به دیوها و اهریمنان است بگشاید، شاه خواهد شد. فریبرز نتوانست و کیخسرو، پیروزمندانه دژ را گشود.

## جنگ‌های ایران و توران
در زمان پادشاهی کیخسرو جنگ‌های بزرگی میان ایران و توران رخ می‌دهد که در نهایت به پیروزی ایران می‌انجامد. یکی از این جنگ‌ها جنگ دوازده رخ است. در این جنگ، دوازده پهلوان بزرگ ایران مانند گیو و گودرز با دوازده نامدار تورانی به جنگ تن به تن می‌پردازند.

## کناره‌گیری از پادشاهی
پس از قریب به ۶۰ سال فرمانروایی ظفرمندانه به همراه پیروزی‌های بزرگ برای ایران کیخسرو از تخت سلطنت کنار می‌رود و آن را برای جانشینش، لهراسب، باقی می‌گذارد. گفته می‌شود او به کوه‌ها برای عبادت رفت و عمر جاودان یافت، در دوران سوشیانس او برای کمک باز خواهد گشت. عده‌ای از پهلوانان نیز که با او بودند در برف گم می‌شوند.
شاه کیخسرو پس از رسیدن به روستای گوره زار (دلیل اسم گذاری هفت پهلوانان همراه شاه گورشان زار شد) به پهلوانان همراه خودش می‌فرماید:ای همراهیان من و اینک وقت خدافظی است و هرکس جانش مهم است برود کولاک سختی در پیش داریم در شاهنامه گفته شده پهلوان رستم و بقیه افراد برمیگردند و هفت برار (داداش) هفت پهلوان نامی در کولاک می‌میرند.
دلیل اسم گذاری روستای خسبیجان هم یعنی (خسرو بی جان) خیلی‌ها باور دارند او (شاه) برمیگردد.
بر اساس اشعار شاهنامه او پس از سپردن پادشاهی و وداع با یاران و بزرگان سپاه، خود تن در آب روشن (چشمه بلاغ و آتشکده ساسانی کوه لجور) شستشو داد و بر فراز کوهی، در سپیده دم و با طلوع خورشید ناپدید شد. باور عمومی بر این است که آن کوه کوه شاه کیخسرو: منطقه شرا (شاه راه بزرگ‌ترین راه سلطان آباد(اراک) به هگمتانه(همدان) است.
منطقه شازند اراک هم از همین جهت است که یعنی شاه زنده است و در غار کوه شاه پنهان شده‌است.